# 鳥類演化
鳥類的演化始於侏羅紀時期，最早的鳥類源自名為近鳥類的獸腳亞目恐龍演化支。 侏羅紀晚期的印石板始祖鸟被認為是最早的鳥類。在6600萬年前的大滅絕事件中，至少有四支不同的鳥類倖存下來，分别是古颚类（鴕鳥及其近親）、齿雁类（鴨子及其近親）、泛鸡形类（鸡及其近亲）和新鸟小纲（其他鸟类）。